# ACT Apricot F1
ACT Apricot F1 (Apricot F1) је био професионални рачунар фирме ACT који је почео да се производи у Уједињеном Краљевству од 1984. године.
Користио је Intel 8086 као микропроцесор. RAM меморија рачунара је имала капацитет од 256 kb, до 758 kb. 
Као оперативни систем кориштен је MS DOS 2.11 (Concurrent DOS, CP/M 86 опциони).

## Детаљни подаци
Детаљнији подаци о рачунару Apricot F1 су дати у табели испод.
|                       |                                                                               |
| [ 1 ]                 |                                                                               |
| Произвођач            |                                                                               |
| Тип                   | професионални рачунар                                                         |
| Меморија              | 256 , до 758kb                                                                |
| Поријекло             | Уједињено Краљевство                                                          |
| Година                | 1984                                                                          |
| Тастатура             | инфрацрвено повезана мембранска тастатура, 92 тастера, 10 функцијских тастера |
| Процесор              | 8086                                                                          |
| Фреквенција процесора | 4,77                                                                          |
| RAM                   | 256 , до 758kb                                                                |
| ROM                   | 32 kb, све до 64                                                                |
| Текст                 | 80 x 24                                                                       |
| Графика               | 640 x 200 и 640 x 256 са 4 боје, 320 x 256 са 16 боја                         |
| Боја                  | 16                                                                            |
| Звук                  | мали звучник                                                                  |
| Димензије             | 42 x 22 x 16 / 5,6                                                            |
| Портови               |                                                                               |
| Оперативни систем     | опциони)                                                                      |